# Viktor Anatoljevics Rizsakov
Viktor Anatoljevics Rizsakov (oroszul: Виктор Анатольевич Рыжаков; Habarovszk, 1960. május 25. –) európai hírű, Sztanyiszlavszkij-díjas orosz rendező, színészpedagógus, díszlet- és jelmeztervező. Az Oxigén (Kiszlorod) színházi mozgalom alapítója Ivan Viripajevvel.

## Életpályája
Felsőfokú tanulmányait a moszkvai Borisz Scsukin Színművészeti Főiskola rendezői és színészmesterség tanszékén, a Távol-keleti Művészeti Egyetemen (DVII) és az Orosz Színművészeti Egyetemen (RATI-GITIS) végezte.
1991-2001 között a Fiatal Nézők Színházában (TJUZ) dolgozott, majd 1993-ban az egyik alapítója és művészeti vezetője volt az első Független Színházi Fesztiválnak Szocsi szomszédságában. 1995-től 2001-ig volt művészeti vezetője a kamcsatkai Dráma és Komédia Színháznak. 2000-ben a színház társulatával életre hívta az „Őrség nr 8” elnevezésű nemzetközi színházi projekt, mely eljutott világszerte számos fesztiválra (például Edinburghba, Los Angelesbe, Tbiliszibe). 2001 óta rendező-oktatója Nyemirovics-Dancsenko Moszkvai Művész Színháznak (MHAT) és annak egyetemi szintű oktatási intézményének(ru). 2002-ben ő az egyik alapítója és vezetője Szentpéterváron az  A. M. Vologyin műve után "Öt este" elnevezésű színházi fesztiválnak. 2012 óta vezeti a Mejerhold Központot.
Gyakran dolgozik együtt kreatív együttműködésben Ivan Viripajev drámaszerzővel, akivel együtt egy színházi mozgalom megalapítója is. Darabjait színpadra vitte Oroszországban és külföldön – így Magyarországon – is. Számos orosz és nemzetközi színházi díjat nyert, fesztivál és kurzus résztvevője. A Sztanyiszlavszkij-módszer követője.
Magyarországon először a debreceni Csokonai Színházban – az akkori igazgató – Vidnyánszky Attila hívására rendezett 2007-ben (Vihar.Opus.Post), majd ugyanott 2009- (Fodrásznő, ami ősbemutató is volt egyben) és 2012-ben (Illúziók) és szintén a debreceniekkel koprodukcióban 2009-ben állította színpadra a Margitszigeti Szabadtéri Színpadon az Aidát. 2012. óta tart nyaranta a Kaposvári Egyetem Művészeti Karán működő Színházi Intézetben 10 napos nemzetközi mesterkurzust. 2014-ben a Nemzeti Színháznak rendezte meg az Éjjeli menedékhelyet. És olyan magyar művészekkel dolgozott együtt, mint Törőcsik Mari, Trill Zsolt, Szűcs Nelli, Szarvas József, Tóth Auguszta, Trokán Nóra, Fehér Tibor.

## Díjai
- 2003. Kortárs Dráma Fesztivál (Moszkva) - Gran-Prix díj (Oxigen)[12]
- 2003. Kontakt Nemzetközi Színházi Fesztivál (Toruń) nagydíja - Grand Prix-díj
- 2004. orosz nemzeti Arany Maszk(wd) díj - Innováció kategória (az „Oxigén" előadásért)[13]
- 2005. Kortárs Dráma Fesztivál (Moszkva) - Gran-Prix díj (Genesis No. 2/Bytie No. 2)[12]
- 2010. Pécsi Országos Színházi Találkozó legjobb előadás díja a Fodrász című előadásért (melynek rendezője és látványtervezője is volt)[14][15]
- 2011. Textúra modern színházi és film fesztivál (Prem) Grand Prix - (az Elestek az istenekért)[16][17][18]
- 2011. Sztanyiszlavszkij-díj[19]
- A Magyar Érdemrend lovagkeresztje (2019)